# Animal Aid
Animal Aid – założona w roku 1977 brytyjska organizacja non-profit działająca na rzecz praw zwierząt. Przeprowadza pokojowe kampanie przeciw wszelkim form nadużyć zwierząt i promuje styl życia wolny od okrucieństwa. Również bada i ujawnia akty okrucieństwa wobec zwierząt.
Animal Aid wydaje raporty, ulotki edukacyjne i tajne wideo, a także kwartalnik-biuletyn i katalogi promujące produkty wolne od okrucieństwa wobec zwierząt. Podstawowym celem organizacji jest zwiększenie świadomości społecznej (jak i moralnej odpowiedzialności) na temat nadużyć wobec zwierząt, w szczególności w laboratoriach wiwisekcji i fermach przemysłowych, jak również doprowadzenie do zmiany przepisów i wprowadzenia reform prawnych, aby ostatecznie zapobiegać wykorzystywaniu zwierząt.
Animal Aid zyskało wsparcie sławnych osób; zwolennikami organizacji są m.in. Thom Yorke, Jilly Cooper, Simon Cowell, Annette Crosbie, Alan Davies, Stella McCartney, Richard Wilson, Wendy Turner Webster i Massive Attack.